# 湖畔駅

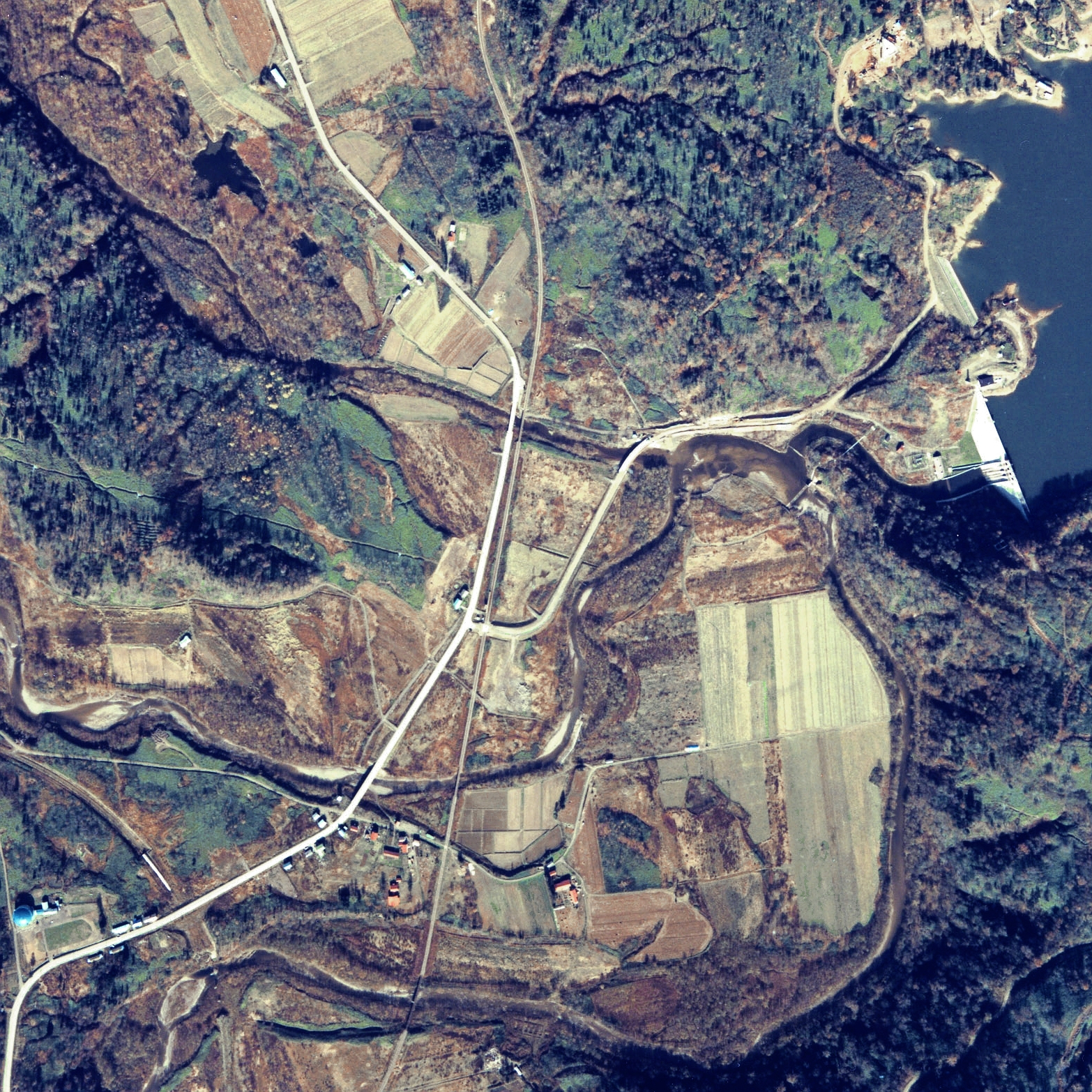
1977年の湖畔駅と周囲約1.5キロメートル範囲。上が名寄方面。写真中程、右上の雨竜第一ダムへ向かう道路との踏切近くにホームがある。左下に、未完成で放置された名羽線の路盤と宇津内川の橋脚が確認できる。この一帯は朱鞠内湖の元となったプトカマベツ川、宇津内湖の元となったウシュナイ川（ウツナイ川）、朱鞠内川の三つの川が合流するため三股と呼ばれ、早くから植民されて、戦前には派出所まで設置されていた。

湖畔駅（こはんえき）は、北海道（空知支庁）雨竜郡幌加内町字朱鞠内にあった北海道旅客鉄道（JR北海道）深名線の駅（廃駅）である。

## 歴史
深名線では1955年（昭和30年）8月9日にレールバス（キハ01形）の運行が開始されたが、それに伴って多数開業した仮乗降場由来の駅の一つである。幌加内町内の同様の仮乗降場はいずれも1955年（昭和30年）内に開業しているが、当駅のみ翌年の1956年（昭和31年）開業である。

### 年表
- 1956年（昭和31年）5月1日- 日本国有鉄道深名線の湖畔仮乗降場（局設定）として開業[3]。
  - ただし、『幌加内村史』では、同年4月25日工事着手、同年5月11日「完成」、としており[2]、仮乗降場の工事完了は完成後であった可能性がある。工事費は7.5万円であり、村費と受益集落で負担した[2]。
- 1987年（昭和62年）4月1日 - 国鉄分割民営化によりJR北海道に継承[1]。同時に駅に昇格[1]。湖畔駅となる[1]。
- 1990年（平成2年）3月10日 - 営業キロ設定[1]。
- 1995年（平成7年）9月4日 - 深名線の廃線に伴い廃止となる[3]。

### 駅名の由来
朱鞠内湖の湖畔にあることから。ただし当駅から湖畔までは約2キロメートル（徒歩で約30分）ほど離れていた。

## 駅構造
廃止時点で、単式ホーム1面1線を有する地上駅であった。ホームは線路の西側（名寄方面に向かって左手側）に存在した。分岐器を持たない棒線駅となっていた。
無人駅であり駅舎はないがホーム南側の出入口附近に待合所を有していた。待合所の壁には朱鞠内湖のイラスト入りの「歓迎 道立自然公園朱鞠内湖」と記載された看板が掲示されていた。ホームは深川方（南側）にスロープを有し駅施設外に連絡していた。

## 利用状況
- 1992年度（平成4年度）の1日乗降客数は0人[4]。

## 駅周辺
- 国道275号（美深国道）
- 北海道道528号蕗の台朱鞠内停車場線
- 朱鞠内湖（雨竜第1ダム）
- 雨竜川[5]
- ふれあいの家まどか
- ジェイ・アール北海道バス深名線「三股」停留所

## 駅跡
2000年（平成12年）時点では駅跡は判別可能であった。2010年（平成22年）時点では駅跡からの線路跡が伸びていることを確認できた。2010年（平成22年）時点でも線路跡は同様で、駅跡自体は原野になっていた。現在はバス停留所と転回場となっている。

## 隣の駅
北海道旅客鉄道
深名線
朱鞠内駅 - 湖畔駅 - 北母子里駅
かつて当駅と北母子里駅との間に蕗ノ台駅と白樺駅が存在した（1990年（平成2年）3月10日廃止）。また当駅（当時は仮乗降場）と蕗ノ台駅との間に宇津内仮乗降場が存在した（1956年（昭和31年）11月19日以降廃止）。